# Llindes del carrer Frederic Bernades (Llívia)
Les Llindes del carrer Frederic Bernades és una obra de Llívia (Baixa Cerdanya) inclosa a l'Inventari del Patrimoni Arquitectònic de Catalunya.

## Descripció
Per tot Llívia és palès l'aprofitament de moltes pedres i llindes antigues en els edificis fets de nou.
Al carrer Frederic Bernades se'n troben vàries, entre elles aquesta, amb el monograma "IHS" en una finestra de la casa, que possiblement provenia d'una capella d'un hospital del segle xvi.

## Història
Botet i Simó dona com a probable l'existència d'una capella pròpia a l'Hospital de Sant Vicenç.